# Wörterbuch der Medizin
Das Wörterbuch der Medizin (Zetkin-Schaldach) ist ein Medizin-Lexikon, das zuerst 1956 im Verlag Volk und Gesundheit in Berlin erschien. Es wurde von Maxim Zetkin (1883–1965) und Herbert Schaldach (1918–2004) herausgegeben und galt als Standardwörterbuch der Medizin in der DDR, erschien aber auch ab 1974 im Westen in Lizenz (dtv Wörterbuch der Medizin).
Die 15. Auflage von 1992 hatte 2347 Seiten und 500 Abbildungen. Bearbeiter waren Heinz David u. a. Die 16. Auflage erschien 1999 im Ullstein Medical Verlag in Wiesbaden als Lexikon der Medizin und hatte 2247 Seiten, rund 1800 Abbildungen und rund 50.000 Stichwörter. Es wurde von der Lexikonredaktion des Verlags unter Leitung von Thomas Ludewig bearbeitet. Beteiligt waren 116 Fachautoren.

## DDR-Auflagen
- 1. Auflage, herausgegeben von Maxim Zetkin als wissenschaftlicher Leiter und Herbert Schaldach als organisatorischer und redaktioneller Leiter, Berlin 1956, 1008 Seiten
- 2. Auflage, herausgegeben von Maxim Zetkin, E.-H. Kühtz, K. Fichtel, Berlin 1964, 1088 Seiten
- 3. Auflage, herausgegeben von Maxim Zetkin, E.-H. Kühtz, K. Fichtel, Berlin 1968, 1088 Seiten
- 4. Auflage, herausgegeben von Maxim Zetkin, E.-H. Kühtz, K. Fichtel, Berlin 1969, 1088 Seiten
- 5. Auflage, herausgegeben von Herbert Schaldach, Berlin 1973, 880 Seiten
- 6. Auflage, herausgegeben von Herbert Schaldach, Berlin 1974, 880 Seiten
- 7. Auflage, herausgegeben von Herbert Schaldach, Berlin 1975, 880 Seiten
- 8. Auflage, herausgegeben von Herbert Schaldach, Berlin 1976, 880 Seiten
- 9. Auflage, herausgegeben von Herbert Schaldach, Berlin 1977, 880 Seiten
- 10. Auflage, herausgegeben von Herbert Schaldach, Berlin 1978, 880 Seiten
- 11. Auflage, herausgegeben von Herbert Schaldach, Berlin 1980, 2 Bände (A–K, L–Z), 1168 Seiten
- 12. Auflage, herausgegeben von Heinz David, Berlin 1984, 2 Bände (A–K, L–Z), 1974 Seiten
- 13. Auflage, herausgegeben von Heinz David, Berlin 1987, 2 Bände (A–K, L–Z), 2345 Seiten
- 14. Auflage, herausgegeben von Heinz David, Verlag Gesundheit GmbH, Berlin 1990, 2 Bände (A–K, L–Z), 2345 Seiten, ISBN 3-333-00588-3

## Ausgaben in der Bundesrepublik Deutschland
- 5. Auflage in 3 Bänden, Deutscher Taschenbuch Verlag und Georg Thieme Verlag, Stuttgart 1974, 1600 Seiten, 
  - Band 1 (A–G), ISBN 3-423-03028-3, ISBN 3-13-509701-3
  - Band 2 (H–O), ISBN 3-423-03029-1, ISBN 3-13-509801-X
  - Band 3 (P–Z), ISBN 3-423-03030-5, ISBN 3-13-509901-6
- 6. Auflage in 2 Bänden, Deutscher Taschenbuch Verlag (München) und Georg Thieme Verlag (Stuttgart) 1978
  - 1. Band (A–L), München 1980, 844 Seiten, ISBN 978-3-13-382106-3
  - 2. Band (M–Z)
- 7. Auflage in 2 Bänden, Wörterbuch der Medizin, Zahnheilkunde und Grenzgebiete, dtv, München 1985, und Thieme, Stuttgart 1985
  - 1. Band (A–K), ISBN 978-3-13-382107-0, ISBN 978-3-423-03028-1
  - 2. Band (L–Z)

## Gesamtdeutsche Auflagen
- 15. Auflage, bearbeitet von Heinz David und anderen, Verlag Ullstein Mosby, Berlin 1993, 2 Bände (A–K, L–Z), 2347 Seiten, ISBN 3-86126-031-X
- 15. Auflage, bearbeitet von Heinz David und anderen, Verlag Ullstein Mosby, Berlin 1992, 2347 Seiten, ISBN 3-86126-015-8
- 16. Auflage, Lexikon der Medizin, bearbeitet von Thomas Ludewig, Verlag Ullstein Medical, Wiesbaden 1999, 2247 Seiten, ISBN 978-3-86126-126-1
- 16. Auflage, Lexikon der Medizin, Redaktionsleiter Thomas Ludewig, Fackelträger Verlag, Köln ohne Jahr [2005], 2247 Seiten, ISBN 3-7716-4326-0